# Olgiate Comasco
Olgiate Comasco (lombardul: Olgiaa) település Olaszországban, Lombardia régióban, Como megyében. Lakosainak száma 11 862 fő (2023. január 1.). Olgiate Comasco Albiolo, Beregazzo con Figliaro, Faloppio, Lurate Caccivio, Oltrona di San Mamette, Solbiate con Cagno és Colverde községekkel határos.

## Népesség
A település lakossága az elmúlt években az alábbi módon változott:
| Lakosok száma | 11 619 | 11 633 | 11 862 |
|               | 2017   | 2018   | 2023   |